# Classe Laksamana
Le unità della classe Laksamana sono delle corvette tipo Fincantieri in servizio nella Regia Marina Malese costruite in Italia dalla Fincantieri. Le unità erano state costruite inizialmente per l'Iraq.

## Costruzione
Agli inizi degli anni ottanta l'Iraq aveva commissionato ai cantieri italiani sei corvette, quattro unità tipo Lupo ed una nave da rifornimento tipo Stromboli. Un contratto di simili proporzioni negli stessi anni era stato stipulato dall'Argentina con la Germania Ovest, avendo ordinato gli argentini ai cantieri tedeschi ben dieci unità tipo MEKO di cui sei corvette MEKO 140 e quattro fregate MEKO 360.

Fregate Artigliere e corvette tipo al-Asad in allestimento per l'Iraq a metà degli anni ottanta; in primo piano la corvetta Khalid ibn al-Walid ribattezzata Laksamana Hang Nadim nella Marina della Malaysia

Le sei corvette erano allestite due in versione multiruolo, con piattaforma per elicottero e hangar telescopico, denominate classe ibn Nusayr, e quattro in versione da attacco rapido, denominate classe al Walid.
Le due corvette multiruolo erano state consegnate nel 1986 e subito poste sotto sequestro per via del conflitto Iran-Iraq. Con la fine del conflitto con l'Iran, nel 1990 le quattro corvette da attacco rapido vennero ultimate e dopo la consegna avrebbero dovuto lasciare l'Italia insieme alle due corvette multiruolo, ma tutto venne bloccato con l'inizio della guerra del Golfo.
Le Lupo irachene finirono per essere acquistate dalla Marina Militare Italiana che li mise in servizio come pattugliatori di squadra, mentre la Agnadayn, la nave tipo Stromboli sin dal 1986 era stata internata ad Alessandria d'Egitto e potrebbe essere riciclata ad usi civili.
Le due corvette multiruolo essendo già state consegnate erano diventate di proprietà della Marina Irachena e lo Stato italiano avrebbe potuto impossessarsene solo con un atto di guerra, per cui le due navi sono state internate e in seguito all'embargo sono rimaste ormeggiate all'Arsenale di La Spezia continuando a battere bandiera irachena, e su di esse vive da anni un ridotto equipaggio iracheno, in attesa che si risolva la questione. L'Iraq mantiene a bordo di ciascuna di queste unità un equipaggio di dodici uomini, composto da un ammiraglio, un ufficiale e dieci sottufficiali, che cambiano ogni sei-otto mesi. Dopo la guerra del golfo del 2003 e la caduta di Saddam Hussein sembrava che la situazione potesse sbloccarsi, ma ormai queste navi erano delle vere e proprie carrette, avendo effettuato solamente due uscite di prova in mare prima della consegna avvenuta nel 1986 e non avendo mai avuto alcuna manutenzione; si era anche parlato di trasformarle in pattugliatori per la nuova marina irachena, ma la cosa non ha avuto seguito, mentre l'Iraq ha ordinato ai cantieri italiani quattro pattugliatore del tipo Saettia, in uso nella Guardia Costiera italiana, il primo dei quali, denominato Fateh è stato consegnato nel maggio 2009, il secondo, denominato Al Nasir, è stato consegnato il 9 ottobre 2009.
Le due corvette sono attualmente ormeggiate presso l'Arsenale di La Spezia. Il 16 maggio 2014 è stato firmato a Baghdad quello che Fincantieri un accordo quadro tra la Fincantieri e il Governo iracheno per chiudere la vertenza relativa alle due corvette per il rifacimento e la messa in servizio delle due imbarcazioni. All'accordo firmato tra il Direttore Navi Militari di Fincantieri Alberto Maestrini e il Ministro delle Finanze ad interim irakeno Safa'a Al Deen Mohammed al Safi, seguirà il perfezionamento dei relativi contratti dei lavori che avranno luogo presso i cantieri liguri del Gruppo.

## Malesia
Le quattro corvette allestite in versione da attacco rapido, non essendo state ancora consegnate agli irakeni, vennero requisite dallo stato italiano ed acquistate dalla Malesia per la propria forza navale dopo essere state rimesse in efficienza dai cantieri navali. Le unità nella Marina della Malesia costituiscono la Classe Laksamana. Il contratto per le prime due unità venne siglato nell'ottobre 1995, cui fece seguito un contratto per altre due unità stipulato nel febbraio 1997. Le prime unità sono entrate in servizio nella Tentera Laut Diraja Malaysia, la Reale Marina della Malesia, nel 1997 e le altre due nel 1999.

## Propulsione
La propulsione è costituita da motori diesel MTU, capaci di superare i 6000 HP per brevi periodi e di erogarne circa 5000 continuativi che assicurano una velocità elevata e soprattutto un raggio d'azione di 4000 miglia nautiche a 15 nodi o 15 giorni circa di permanenza in mare. A tutti gli effetti queste navi sono state pensate come mini-fregate piuttosto che come grosse motocannoniere missilistiche. La velocità massima è di 36 nodi, ma solo in condizioni di dislocamento leggero, mentre la velocità tipica in condizioni tropicali con la nave pienamente equipaggiata è di circa 32 nodi.

## Elettronica
La dotazione elettronica comprende il radar di ricerca aerea e di superficie RAN 12L/X che opera in banda D/I ed il radar di navigazione Kelvin Hughes 1007 che opera in banda I. Le unità sono dotate di sistema GPS.
La dotazione di ESM/ECM consiste nel radar di intercettazione INS-3 ed il radar jammer TQN-2 e sono anche presenti due lanciarazzi chaff/flare SCLAR.
Il sonar, del tipo a scafo di attacco e ricerca attiva, è il modello ASO 94-41 della Atlas Elektronik.

## Armamento
L'armamento artiglieresco è costituito da un cannone polivalente Otobreda da 76/62mm e un CIWS Breda Dardo da 40mm in un complesso binato per la difesa aerea di punto.
La dotazione missilistica è costituita da un lanciamissili quadruplo Albatros per una dotazione di dodici missili Aspide per la difesa aerea a lungo raggio e quattro lanciamissili OTOMAT, per missili antinave Teseo, che prendono tutta la poppa costringendo a spostare il CIWS a centro nave, appena dietro al lanciamissili Albatros per gli Aspide.
L'armamento è completato da due lanciasiluri tripli tipo MK 32, per siluri leggeri da 324mm, sistemati a centro della nave.

## Unità
| Tentera Laut DiRaja Malaysia - Kelas Laksamana | Tentera Laut DiRaja Malaysia - Kelas Laksamana | Tentera Laut DiRaja Malaysia - Kelas Laksamana | Tentera Laut DiRaja Malaysia - Kelas Laksamana                    | Tentera Laut DiRaja Malaysia - Kelas Laksamana | Tentera Laut DiRaja Malaysia - Kelas Laksamana | Tentera Laut DiRaja Malaysia - Kelas Laksamana |
| matricola                                      | Nome                                           | Sigla originaria                               | Nome originario                                                   | Cantiere                                       | Varo                                           | Entrata in servizio                            |
| F 134                                          | Laksamana Hang Nadim                           | F 216                                          | Khālid ibn al-Walīd (خالد بن الوليد)                              | Muggiano                                       | 5 luglio 1983                                  | 28 luglio 1997                                 |
| F 135                                          | Laksamana Tun Abdul Jamil                      | F 218                                          | Saʿd ibn Abī Waqqāṣ (ﺳﻌﺪ ﺑﻦ ﺍﺑﻲ ﻭﻗﺎﺹ)                             | Muggiano                                       | 30 dicembre 1983                               | 28 luglio 1997                                 |
| F 136                                          | Laksamana Muhammed Amin                        | F 214                                          | ʿAbd Allāh ibn Saʿd ibn Abī l-Sarḥ (عبد الله بن سعد بن أبي السرح) | Muggiano                                       | 5 luglio 1983                                  | luglio 1999                                    |
| F 137                                          | Laksamana Tun Pusmah                           | F 220                                          | Ṣalāḥ al-Dīn Ayyūb ( صلاح الدين أيوب)                             | Muggiano                                       | 30 marzo 1984                                  | luglio 1999                                    |
| ---------------------------------------------- | ---------------------------------------------- | ---------------------------------------------- | ----------------------------------------------------------------- | ---------------------------------------------- | ---------------------------------------------- | ---------------------------------------------- |